# Mortes em dezembro de 2020
Mortes em 2020: ← Janeiro – Fevereiro – Março – Abril – Maio – Junho – Julho – Agosto – Setembro – Outubro – Novembro – Dezembro →
Esta é uma relação de pessoas notáveis que morreram durante o mês de dezembro de 2020, listando nome, nacionalidade, ocupação e ano de nascimento. 

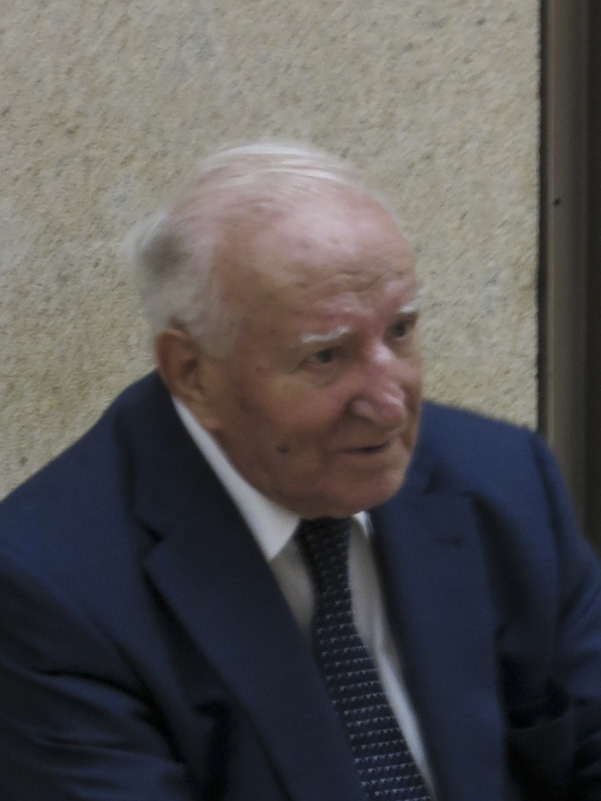
Eduardo Lourenço, filósofo e ensaísta português.

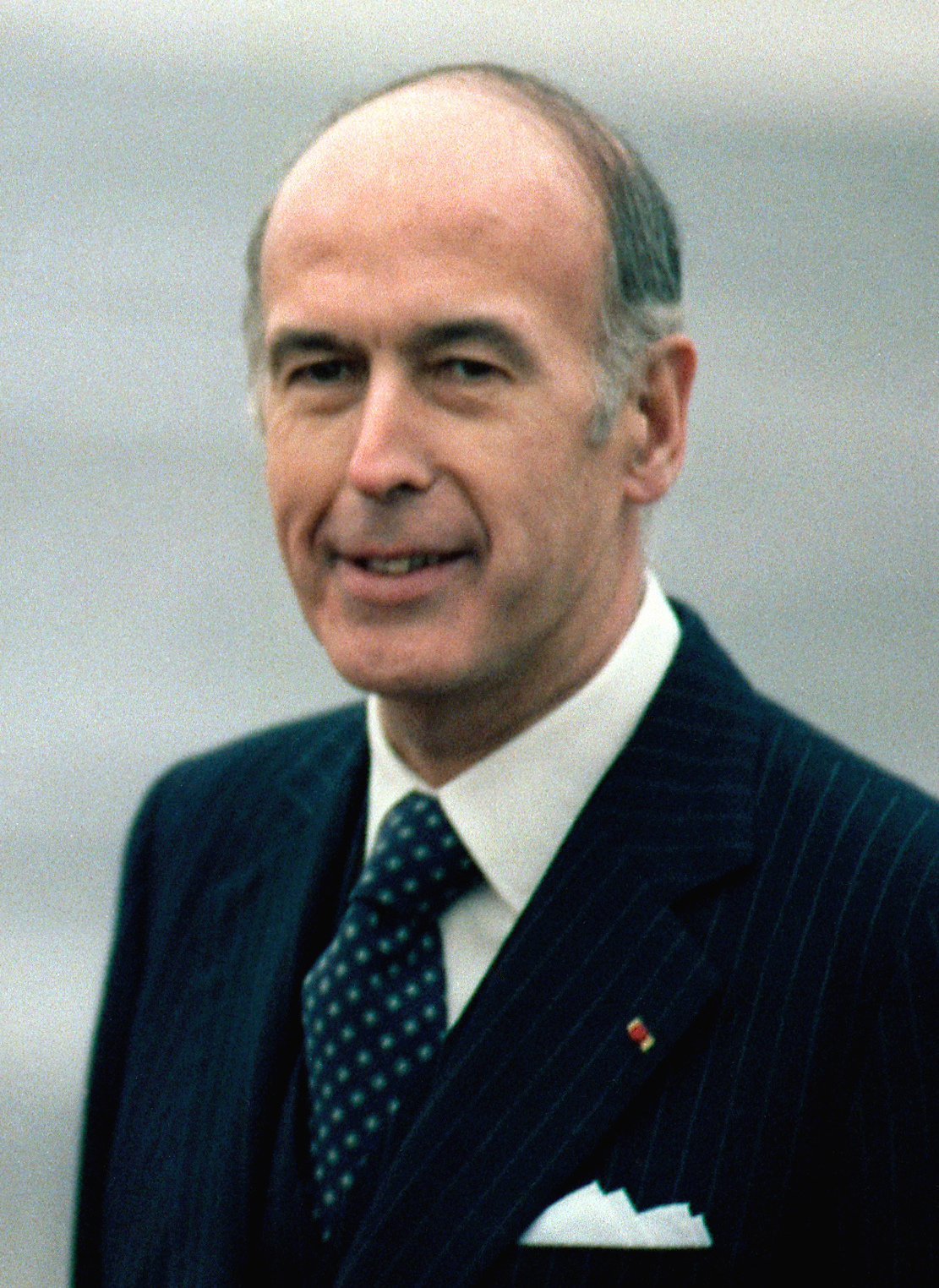
Valéry Giscard d'Estaing, ex-presidente da França.

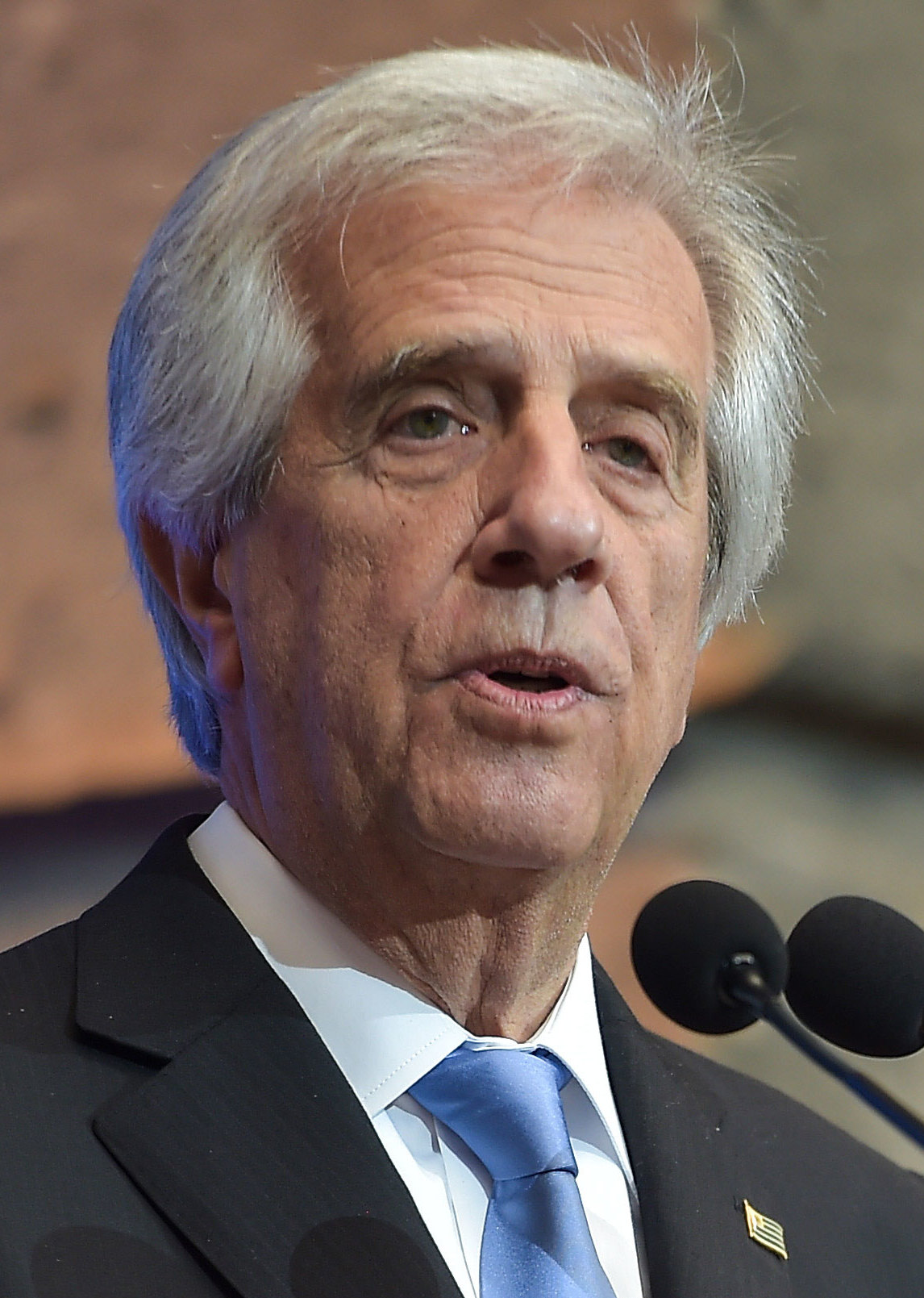
Tabaré Vázquez, ex-presidente do Uruguai.

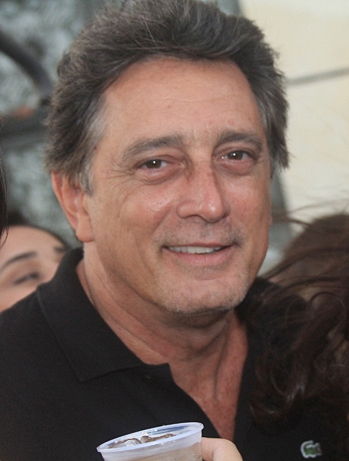
Eduardo Galvão, ator brasileiro.

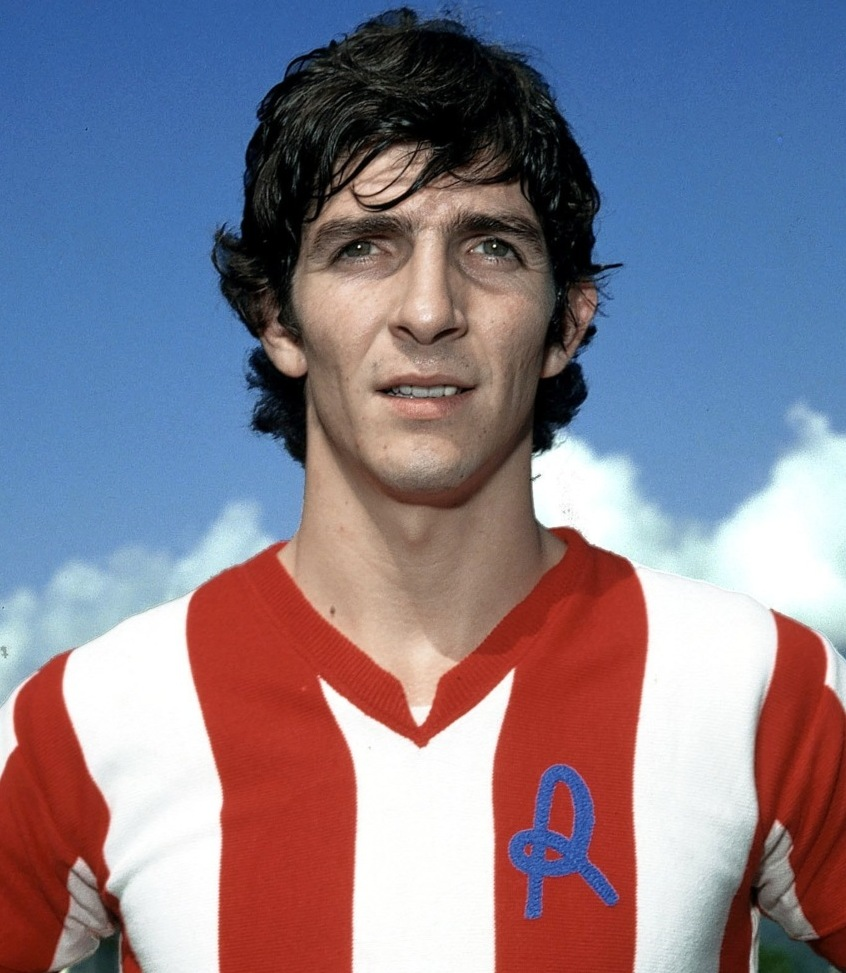
Paolo Rossi, futebolista italiano.

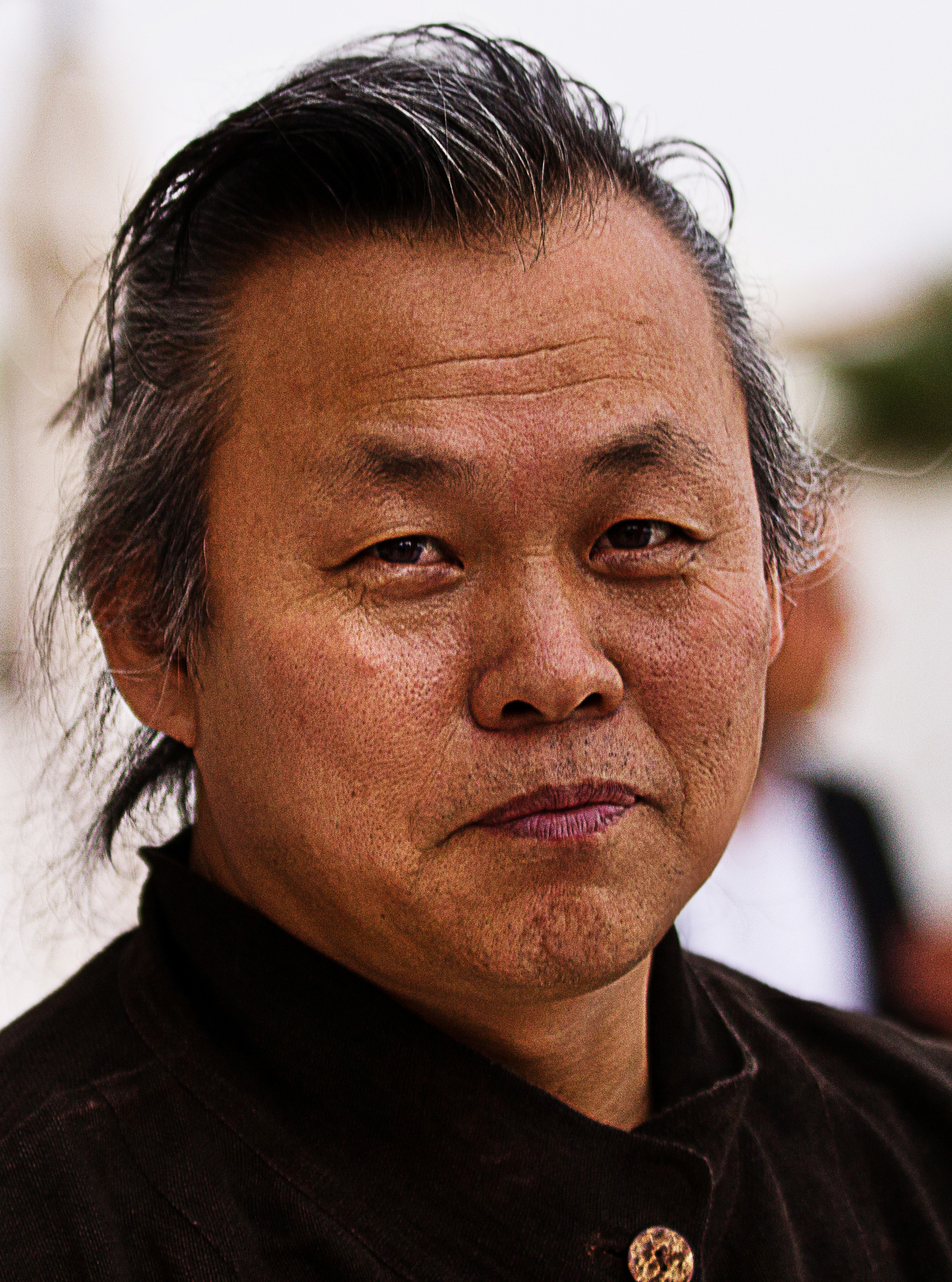
Kim Ki-duk, cineasta sul-coreano.

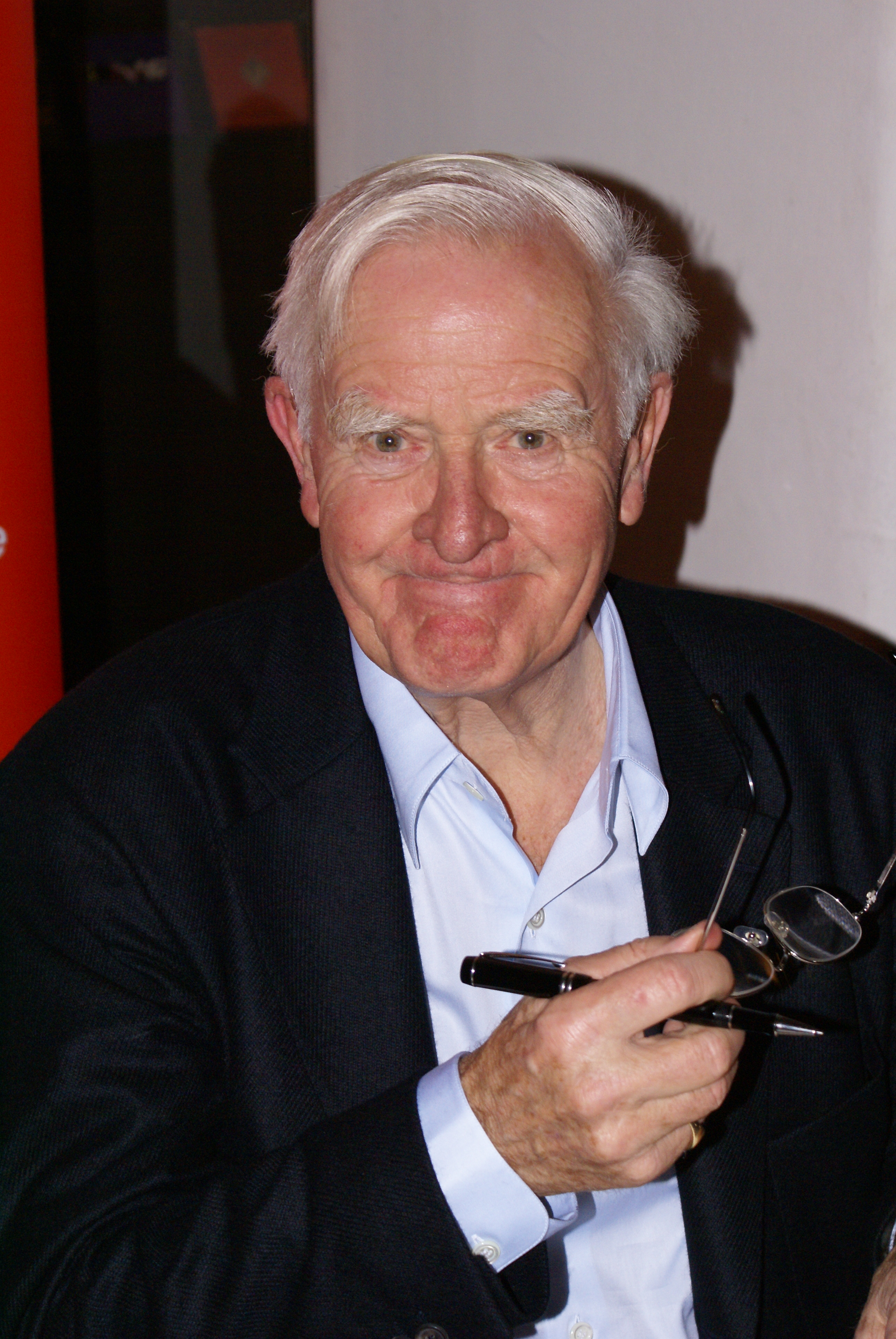
John le Carré, escritor britânico.

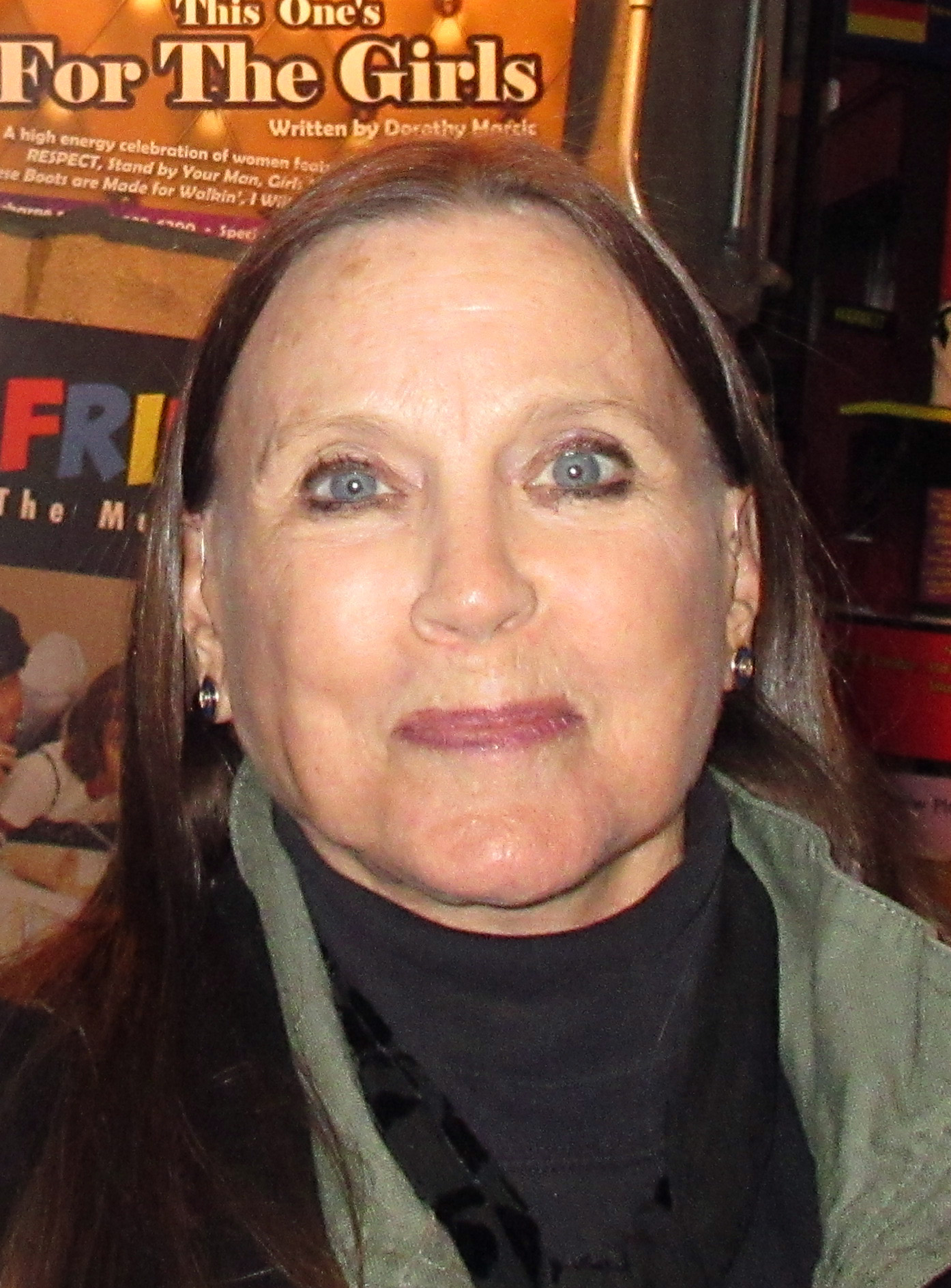
Ann Reinking, atriz, dançarina e coreógrafa norte-americana.

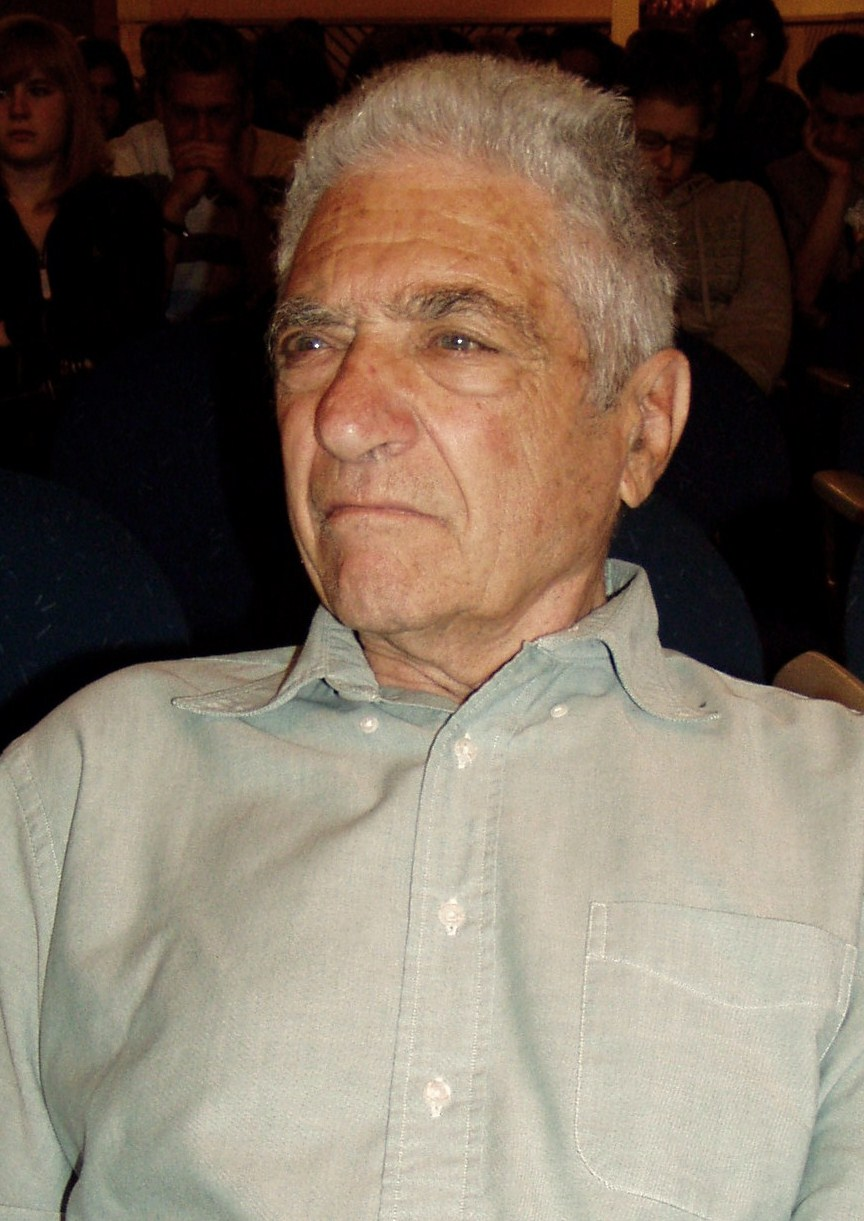
Jack Steinberger, físico norte-americano.

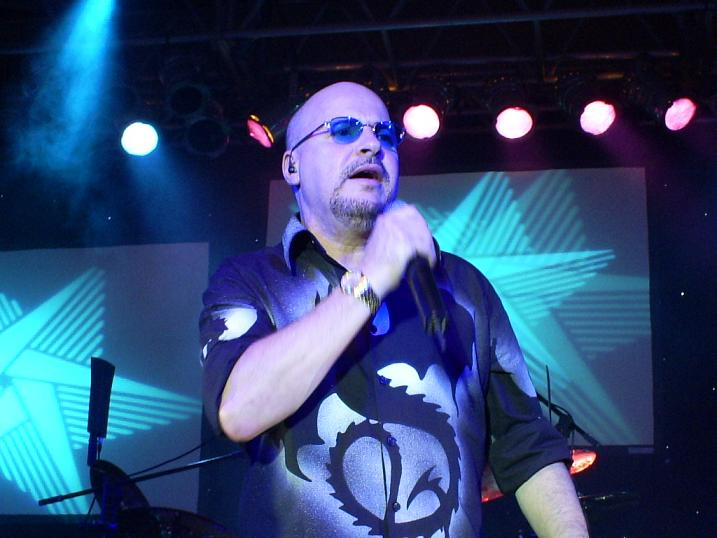
Paulinho, músico brasileiro.

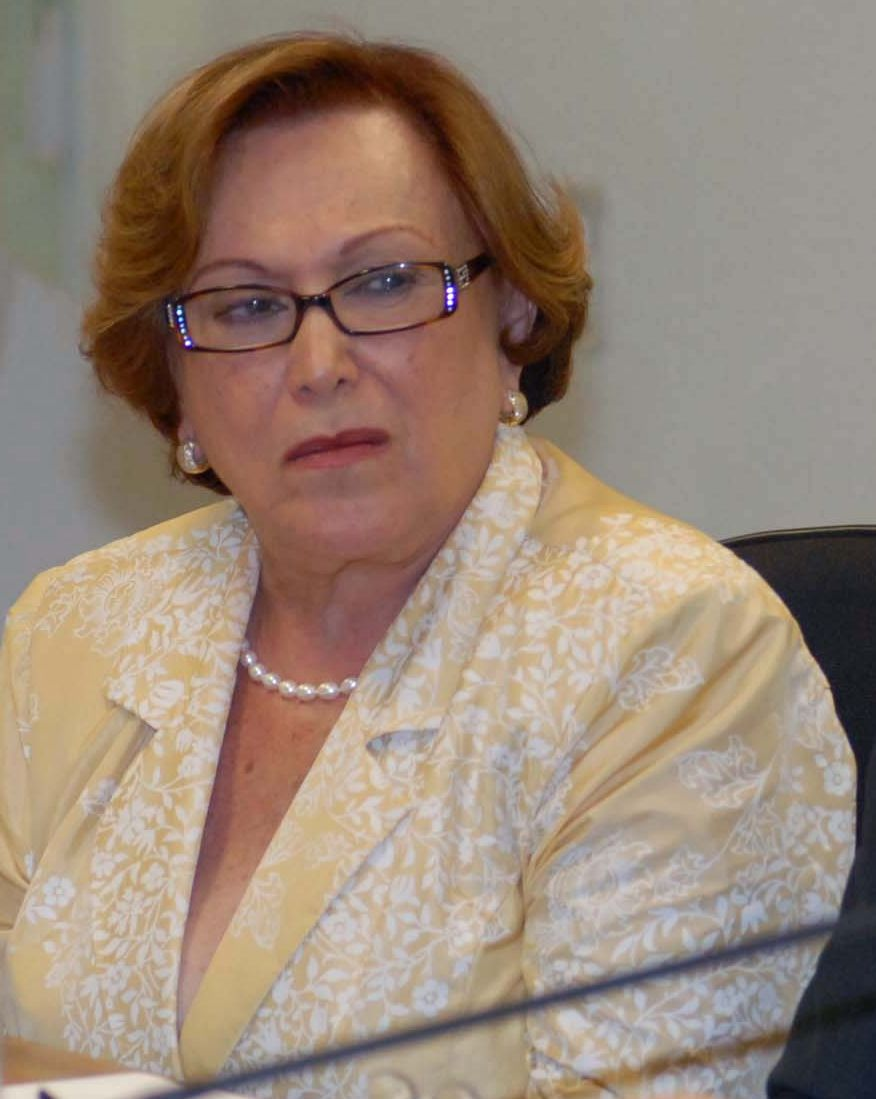
Nicette Bruno, atriz brasileira.

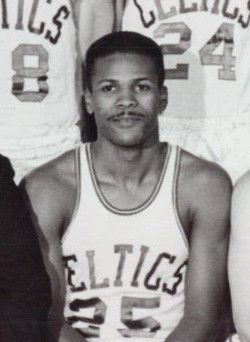
K. C. Jones, jogador e treinador norte-americano de basquetebol.

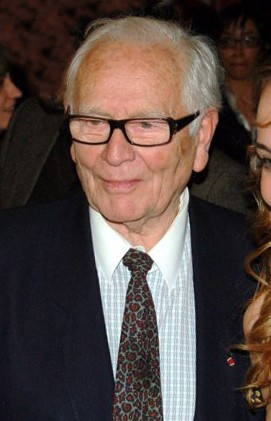
Pierre Cardin, estilista ítalo-francês.

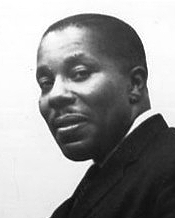
Eugene Wright, músico estadunidense.

| Dia | Nome                         | Profissão ou motivo de reconhecimento | Nacionalidade          | Nasc. | Ref         |
| --- | ---------------------------- | ------------------------------------- | ---------------------- | ----- | ----------- |
| 1   | Eduardo Lourenço             | Filósofo e ensaísta                   | Portugal               | 1923  | [ 1 ] [ 2 ] |
| 1   | Leonardo Fernandes Moreira   | Político                              | Brasil                 | 1974  | [ 3 ]       |
| 1   | Arnie Robinson               | Atleta                                | Estados Unidos         | 1948  | [ 4 ]       |
| 2   | Aldo Moser                   | Ciclista                              | Itália                 | 1934  | [ 5 ]       |
| 2   | Mohamed Abarhoun             | Futebolista                           | Marrocos               | 1989  | [ 6 ]       |
| 2   | Zafarullah Khan Jamali       | Político                              | Paquistão              | 1944  | [ 7 ]       |
| 2   | Rafer Johnson                | Decatleta                             | Estados Unidos         | 1934  | [ 8 ]       |
| 2   | Hugh Keays-Byrne             | Ator                                  | Austrália              | 1947  | [ 9 ]       |
| 2   | Valéry Giscard d'Estaing     | Político                              | França                 | 1926  | [ 10 ]      |
| 2   | Pat Patterson                | Lutador de wrestling                  | Estados Unidos/ Canadá | 1941  | [ 11 ]      |
| 2   | Rodela                       | Humorista                             | Brasil                 | 1954  | [ 15 ]      |
| 2   | Karin Lindberg               | Ginasta                               | Suécia                 | 1929  | [ 16 ]      |
| 3   | Albert Salvadó               | Escritor                              | Andorra                | 1951  | [ 17 ]      |
| 4   | Narinder Singh Kapany        | Físico                                | Índia                  | 1927  | [ 18 ]      |
| 4   | Kinuko Tanida                | Voleibolista                          | Japão                  | 1939  | [ 19 ]      |
| 5   | Viktor Ponedelnik            | Futebolista                           | Rússia                 | 1937  | [ 20 ]      |
| 5   | Sara Carreira                | Cantora                               | Portugal               | 1999  | [ 21 ]      |
| 6   | Tabaré Vázquez               | Político                              | Uruguai                | 1940  | [ 22 ]      |
| 6   | Dennis Ralston               | Tenista                               | Estados Unidos         | 1942  | [ 23 ]      |
| 7   | Dick Allen                   | Beisebolista                          | Estados Unidos         | 1942  | [ 24 ]      |
| 7   | Eduardo Galvão               | Ator                                  | Brasil                 | 1962  | [ 25 ]      |
| 7   | Charles Yeager               | Militar e aviador                     | Estados Unidos         | 1923  | [ 26 ]      |
| 7   | Walter Hooper                | Escritor                              | Estados Unidos         | 1931  | [ 27 ]      |
| 8   | Alejandro Sabella            | Futebolista e treinador               | Argentina              | 1954  | [ 28 ]      |
| 8   | Ricardo José Lopes da Cruz   | Médico                                | Brasil                 | 1954  | [ 29 ]      |
| 9   | Paolo Rossi                  | Futebolista                           | Itália                 | 1956  | [ 30 ]      |
| 9   | Artenir Werner               | Político                              | Brasil                 | 1940  | [ 31 ]      |
| 9   | Alex Olmedo                  | Tenista                               | Estados Unidos/ Peru   | 1936  | [ 32 ]      |
| 10  | Joseph Safra                 | Banqueiro e filantropo                | Líbano/ Brasil         | 1938  | [ 33 ]      |
| 10  | Leila Richers                | Jornalista                            | Brasil                 | 1955  | [ 34 ]      |
| 10  | Barbara Windsor              | Atriz                                 | Reino Unido            | 1937  | [ 35 ]      |
| 10  | Tom Lister Jr.               | Ator                                  | Estados Unidos         | 1958  | [ 36 ]      |
| 10  | Severiano Mário Porto        | Arquiteto                             | Brasil                 | 1930  | [ 37 ]      |
| 11  | Kim Ki-duk                   | Cineasta                              | Coreia do Sul          | 1960  | [ 38 ]      |
| 11  | Ubirany                      | Cantor e compositor                   | Brasil                 | 1940  | [ 39 ]      |
| 11  | Zora Yonara                  | Astróloga e radialista                | Brasil                 | 1934  | [ 40 ]      |
| 11  | Farid Abrão David            | Político                              | Brasil                 | 1944  | [ 41 ]      |
| 11  | Cesar Villela                | Designer, pintor e cartunista         | Brasil                 | 1930  | [ 42 ]      |
| 11  | Gotthilf Fischer             | Maestro                               | Alemanha               | 1928  | [ 43 ]      |
| 12  | Escurinho                    | Futebolista                           | Brasil                 | 1930  | [ 44 ]      |
| 12  | Rouhollah Zam                | Jornalista                            | Irão                   | 1978  | [ 45 ]      |
| 12  | Armando Soares               | Toureiro                              | Portugal               | 1935  | [ 46 ]      |
| 12  | John le Carré                | Escritor                              | Reino Unido            | 1931  | [ 47 ]      |
| 12  | Ann Reinking                 | Atriz, dançarina e coreógrafa         | Estados Unidos         | 1949  | [ 48 ]      |
| 12  | Jack Steinberger             | Físico                                | Estados Unidos         | 1921  | [ 49 ]      |
| 12  | Gideon Gartner               | Empresário e filantropista            | Israel/ Estados Unidos | 1935  | [ 50 ]      |
| 13  | Carlos Eduardo Cadoca        | Político                              | Brasil                 | 1940  | [ 51 ]      |
| 13  | Ambrose Mandvulo Dlamini     | Político                              | Essuatíni              | 1968  | [ 52 ]      |
| 13  | Motjeka Madisha              | Futebolista                           | África do Sul          | 1995  | [ 53 ]      |
| 13  | Jimmy McLane                 | Nadador                               | Estados Unidos         | 1930  | [ 54 ]      |
| 13  | Otto Barić                   | Treinador de futebol                  | Croácia                | 1933  | [ 12 ]      |
| 14  | Gérard Houllier              | Treinador de futebol                  | França                 | 1947  | [ 55 ]      |
| 14  | Marcelo Veiga                | Treinador de futebol                  | Brasil                 | 1964  | [ 56 ]      |
| 14  | Paulinho                     | Músico                                | Brasil                 | 1952  | [ 57 ]      |
| 14  | Günter Sawitzki              | Futebolista                           | Alemanha               | 1932  | [ 58 ]      |
| 15  | Orlando Duarte               | Jornalista esportivo                  | Brasil                 | 1932  | [ 59 ]      |
| 16  | Renê Weber                   | Futebolista e treinador               | Brasil                 | 1961  | [ 60 ]      |
| 16  | Rosaly Papadopol             | Atriz                                 | Brasil                 | 1956  | [ 61 ]      |
| 16  | Flavio Cotti                 | Político                              | Suíça                  | 1939  | [ 62 ]      |
| 16  | Nilton Jacinto João da Silva | Político                              | Brasil                 | 1936  | [ 63 ]      |
| 16  | Waclaw Szybalski             | Médico e professor                    | Polónia                | 1921  | [ 64 ]      |
| 16  | Kálmán Sóvári                | Futebolista                           | Hungria                | 1940  | [ 65 ]      |
| 17  | Jeremy Bulloch               | Ator                                  | Reino Unido            | 1945  | [ 66 ]      |
| 17  | Saufatu Sopoanga             | Político                              | Tuvalu                 | 1952  | [ 13 ]      |
| 17  | Donato Bilancia              | Assassino em série                    | Itália                 | 1951  | [ 67 ]      |
| 17  | Pierre Buyoya                | Político e militar                    | Burundi                | 1949  | [ 68 ]      |
| 17  | Ignaz Puschnik               | Futebolista                           | Áustria                | 1934  | [ 69 ]      |
| 17  | Waldenio Porto               | Médico e romancista                   | Brasil                 | 1935  | [ 70 ]      |
| 17  | Jacó Roberto Hilgert         | Bispo                                 | Brasil                 | 1926  | [ 71 ]      |
| 18  | William Winter               | Político                              | Estados Unidos         | 1923  | [ 72 ]      |
| 18  | Timothy Severin              | Explorador e escritor                 | Reino Unido            | 1940  | [ 73 ]      |
| 18  | Mirthes Bernardes            | Assistente social e artista plástica  | Brasil                 | 1934  | [ 74 ]      |
| 18  | Peter Lamont                 | Diretor e decorador de arte           | Reino Unido            | 1929  | [ 14 ]      |
| 19  | Rosalind Knight              | Atriz                                 | Reino Unido            | 1933  | [ 75 ]      |
| 19  | Alberto Valdés Lacarra       | Ginete                                | México                 | 1950  | [ 76 ]      |
| 19  | Leo Panitch                  | Filósofo, editor e cientista político | Canadá                 | 1945  | [ 77 ]      |
| 20  | Nicette Bruno                | Atriz                                 | Brasil                 | 1933  | [ 78 ]      |
| 20  | Ezra Feivel Vogel            | Escritor e professor universitário    | Estados Unidos         | 1930  | [ 79 ]      |
| 20  | Telmo Kirst                  | Político                              | Brasil                 | 1944  | [ 80 ]      |
| 22  | Claude Brasseur              | Ator                                  | França                 | 1936  | [ 81 ]      |
| 22  | Norma Cappagli               | Modelo                                | Argentina              | 1939  | [ 82 ]      |
| 22  | Stella Tennant               | Modelo                                | Reino Unido            | 1970  | [ 83 ]      |
| 22  | Edmund Clarke                | Cientista da computação               | Estados Unidos         | 1945  | [ 84 ]      |
| 23  | Rika Zaraï                   | Cantora                               | Israel                 | 1938  | [ 85 ]      |
| 23  | Leslie West                  | Cantor, guitarrista e compositor      | Estados Unidos         | 1945  | [ 86 ]      |
| 23  | Irani Barbosa                | Político                              | Brasil                 | 1950  | [ 87 ]      |
| 23  | Ron Widby                    | Jogador de futebol americano          | Estados Unidos         | 1945  | [ 88 ]      |
| 23  | Maurício Mattos              | Empresário                            | Brasil                 | 1943  | [ 89 ]      |
| 25  | Soumaïla Cissé               | Político                              | Mali                   | 1949  | [ 90 ]      |
| 25  | Maxim Tsigalko               | Futebolista                           | Bielorrússia           | 1983  | [ 91 ]      |
| 25  | K. C. Jones                  | Jogador e treinador de basquetebol    | Estados Unidos         | 1932  | [ 92 ]      |
| 25  | Djalma Bastos de Morais      | Político                              | Brasil                 | 1937  | [ 93 ]      |
| 26  | Brodie Lee                   | Lutador de wrestling                  | Estados Unidos         | 1979  | [ 94 ]      |
| 26  | George Blake                 | Espião                                | Reino Unido            | 1922  | [ 95 ]      |
| 26  | Anna Maria Martins           | Escritora                             | Brasil                 | 1924  | [ 96 ]      |
| 27  | José Luiz Carbone            | Futebolista e treinador               | Brasil                 | 1946  | [ 97 ]      |
| 28  | Armando Manzanero            | Cantor e compositor                   | México                 | 1934  | [ 98 ]      |
| 28  | Antônio Aiacyda              | Politico                              | Brasil                 | 1949  | [ 99 ]      |
| 28  | Romell Broom                 | Criminoso                             | Estados Unidos         | 1956  | [ 100 ]     |
| 29  | Pierre Cardin                | Estilista                             | Itália/ França         | 1922  | [ 101 ]     |
| 29  | Hatem Ali                    | Ator e cineasta                       | Síria                  | 1962  | [ 102 ]     |
| 29  | Josefina Echánove            | Atriz                                 | México                 | 1928  | [ 103 ]     |
| 29  | John Paul Jr.                | Automobilista                         | Estados Unidos         | 1960  | [ 104 ]     |
| 29  | Claude Bolling               | Pianista                              | França                 | 1930  | [ 105 ]     |
| 29  | Alexi Laiho                  | Cantor, guitarrista e compositor      | Finlândia              | 1979  | [ 106 ]     |
| 30  | Samuel Little                | Criminoso                             | Estados Unidos         | 1940  | [ 107 ]     |
| 30  | Ibsen Henrique de Castro     | Político                              | Brasil                 | 1938  | [ 108 ]     |
| 30  | Eugene Wright                | Músico                                | Estados Unidos         | 1923  | [ 109 ]     |
| 31  | Tommy Docherty               | Futebolista e treinador               | Reino Unido            | 1928  | [ 110 ]     |
| 31  | Dick Thornburgh              | Político                              | Estados Unidos         | 1932  | [ 111 ]     |